# MGM+

Logo d'Epix (2009-2023)

MGM+ (anciennement Epix) est une chaîne de télévision payante américaine appartenant à Amazon MGM Studios, filiale de Amazon. Le service propose des séries originales, des films récents et classiques issus du catalogue de MGM, ainsi que des documentaires.

## Histoire
Le service a été lancé le 30 octobre 2009 sous le nom d’Epix, à l’origine cofondé par Paramount Pictures, Lionsgate et MGM. Il proposait alors une combinaison de diffusion linéaire et de service à la demande.
À la suite de l’acquisition de MGM par Amazon en 2022, Epix a été renommé MGM+ le 15 janvier 2023.

## Programmation

### Séries télévisées
- Berlin Station (depuis le 16 octobre 2016)[4]
- Graves (2016)[4]–2017)
- Get Shorty (en) (depuis le 13 août 2017)[5]
- Perpetual Grace, LTD (en)[6] (depuis le 2 juin 2019)[7]
- Pennyworth[8] (basée sur le personnage de l'univers Batman, depuis le 28 juillet 2019)[9]
- Godfather of Harlem[10] (depuis le 29 septembre 2019)[11]
- La Vérité sur l'affaire Harry Quebert (The Truth About the Harry Quebert Affair) (mini-série, à venir en 2019)
- Belgravia[12] (coproduction avec ITV, à venir en 2020)
- 2025 : The Institute

### Séries documentaires et téléréalité
- America Divided (en) (depuis le 30 septembre 2016)[4]
- The Contender (saison 5, depuis le 24 août 2018)[13]
- Unprotected Sets (en) (depuis le 5 octobre 2018)[14]
- Elvis Goes There (en) (depuis le 4 février 2019)[15]
- Punk (en) (depuis le 11 mars 2019)[16]